# 斯泰波韋 (布利茲紐基市鎮)
48°44′48″N 36°31′54″E / 48.74667°N 36.53167°E
斯泰波韋（烏克蘭語：Степове）是位於烏克蘭東部的村莊，由哈爾科夫州洛佐瓦區的布利茲紐基市鎮負責管轄。該村始建於1952年，面積1.25平方公里，海拔高度160米，2001年人口377，人口密度每平方公里301.6人。